# 西鉄観光バス
西鉄観光バス株式会社（にしてつかんこうバス）は、西日本鉄道（西鉄）の子会社の一つで、福岡県福岡市中央区那の津に本社を置くバス事業者である。西日本鉄道が100%出資している。1997年に西鉄の貸切部門を分離するため設立された。設立当初は貸切バス専業であった。一時期は高速バス・定期観光バスも運行していたが、2010年10月頃に西鉄高速バスへ移管、2010年12月に定期観光バスを廃止し現在はおこなっていない。
2008年4月1日付けで西鉄北九州観光とともに九州観光バスに吸収合併され解散し、同時に九州観光バスが西鉄観光バスに改称した（所謂逆さ合併）。本記事では2008年3月31日までの西鉄観光バス（初代）および2008年4月1日以後の西鉄観光バス（二代）について記述する。2008年3月31日までの九州観光バスについては九州観光バスの記事を参照のこと。

## 沿革

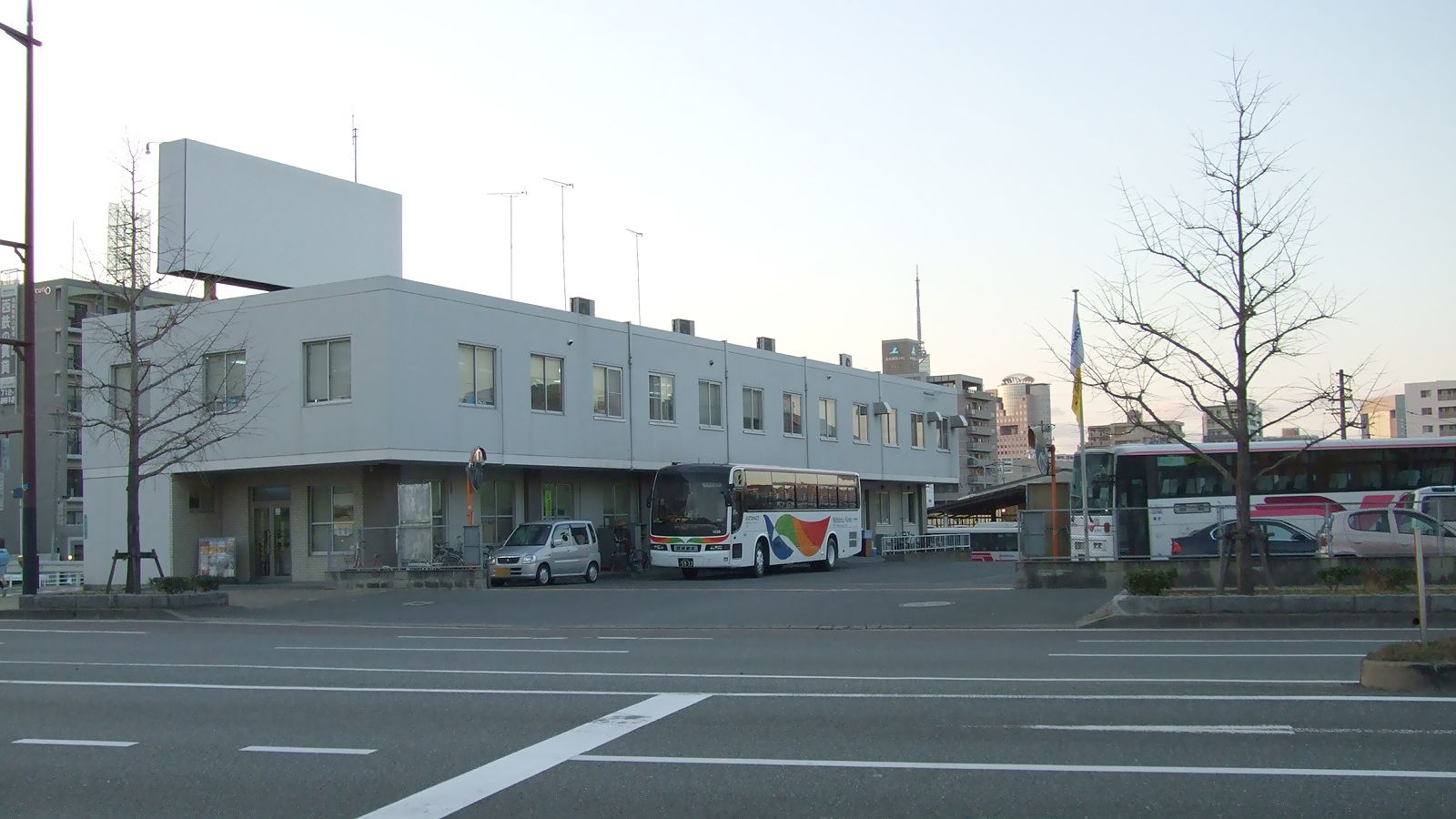
2010年11月末までの西鉄観光バス本社

- 1997年7月10日 - 西鉄観光バス（初代）を設立。資本金3億円。
- 1998年4月1日 - 西鉄の貸切事業部門の車両・施設・社員などを受け入れ、バス営業開始。当初は福岡支社・福岡南支店・北九州支社・久留米支社・久留米支社佐賀車庫・筑豊支社の6拠点体制。
- 2001年12月1日 - 佐賀車庫を久留米支社へ統合、筑豊支社を西鉄バス筑豊へ移管。
- 2003年4月15日 - 北九州支社を北九州観光バスに移管。北九州観光バスは西鉄北九州観光に改称。
- 2004年4月1日 - 新車導入と共に車両の塗色を一新。既存の車両についても塗色変更を順次開始。
- 2005年6月 - 西鉄高速バスから福岡 - 大分線とよのくに号のスーパーノンストップ便が譲渡された。
- 2005年9月 - 目達原発着所に佐賀車庫を開設。
- 2008年4月1日 - 従来の西鉄観光バスを解散し、九州観光バスを西鉄観光バス（2代）と改称。同時に西鉄北九州観光も吸収する。また運転士の制服、制帽が西鉄本社（電車・路線バス）のものと同じになる。
- 2008年5月 - 西鉄創立100周年を記念して、博多どんたく名物花自動車の運転士にグループ会社の枠が2つでき、西鉄観光バスの運転士2名が選抜される（それまでは本体の路線バスの運転士のみが選抜されていた）。
- 2010年9月1日 - 西鉄観光佐賀車庫を久留米支社へ統合。
- 2010年12月1日 - 定期観光を廃止。福岡中央支社・久留米支社を廃止。千代支社を新設。車両も120台に減車[2]。
- 2015年8月1日 - 西鉄観光バス株式会社の本社・福岡支社・千代支社を統廃合し本社・福岡支社を福岡県福岡市中央区那の津3丁目8番15号に新たにできた西鉄高速バス株式会社の本社・福岡支社（現在の西日本鉄道福岡高速自動車営業所）へと併設する形で移転。
- 2025年4月17日 - 同日開催された西鉄本体の取締役会において、2026年4月1日に付けで親会社の西日本鉄道が当社を吸収合併し、北九州地区貸切バス事業を西鉄バス北九州に分割譲渡すると発表[3]。理由としては安定的な貸切バス乗務員の確保によるさらなる安全性の向上、および高まる観光需要に対し柔軟に事業運営を行うこととしている。

## 営業所所在地
- 福岡支社(西日本鉄道福岡高速自動車営業所と併設)
  - 福岡市中央区那の津3-8-15
- 北九州支社（旧西鉄北九州観光本社/西鉄バス北九州・青葉自動車営業所（現・青葉車庫）/北九西鉄タクシー小倉営業所併設）
  - 北九州市小倉北区青葉1-2-32

## 営業部所在地
亀の井バス（西鉄グループ、本社・大分県別府市）と共同受注を行っている。
- 本社営業部
  - 福岡市中央区那の津3丁目8番15号
- 東京支社
  - 東京都千代田区飯田橋3丁目11番13号
- 大阪支社
  - 大阪府大阪市淀川区宮原2丁目14番14号

## 廃止された営業所
- 福岡南車庫（雑餉隈営業所併設）
  - 福岡市博多区竹丘町3丁目3番4号
    - 福岡中央支社へ統合。
- 佐賀車庫（旧西鉄佐賀営業所目達原車庫・現目達原発着所）
  - 佐賀県神埼郡吉野ヶ里町立野45-1
    - 久留米支社へ統合。
- 福岡中央支社（旧西鉄福岡貸切営業所）
  - 福岡市中央区地行2丁目3番10号
    - 新設された千代支社へ移転。
- 久留米支社（旧西鉄縄手営業所→西鉄観光バス久留米支社）
  - 久留米市荘島町315番地（荘島町1の4）
    - 久留米支社跡地は西鉄バス久留米・京町支社として使用している
- 本社および福岡支社（旧九州観光バス本社営業所→旧福岡東支社）
  - 福岡市博多区石城町10番18号
    - 2015年8月1日に新社屋である福岡市中央区那の津3丁目8番15号（西鉄高速バス本社・福岡支社内）へ移転の為廃止
- 千代支社（旧西日本鉄道・千代自動車営業所）
  - 福岡市博多区千代5丁目2番5号
    - 2015年8月1日を以って上記の本社・福岡支社と統廃合により廃止

## 車両
（貸切車両以外は別項で記述）
- スーパーデッカー：西日本車体工業（西工）SD-I（大型スーパーハイデッカー）、2004年以降に導入。11列46人乗り、後方2列は回転シート。
- セレガ：日野自動車純正セレガ。2006年以降導入、もと九州観光バス保有。11列56人乗り、後方2列は回転シート。
- ロイヤルハイデッカー：西工C-II（大型ハイデッカー）。11列53人乗り、後方2列は回転シート。
- スケルトン60：西工C-I（大型ハイデッカー）、12列60人乗り。
- スケルトン55：西工C-I（大型ハイデッカー）、11列55人乗り。スケルトン60より座席の前後間隔がやや広いが、その他の設備はスケルトン60と同等。
- スケルトン30：西工C-I（大型ハイデッカー）、通常座席30席、車椅子スペース4席。車椅子専用電動リフト、トイレ付。
- 中型サロン：西工C-I（9m級ハイデッカー）。8列33人乗り。後方1列は回転シート。

国産4メーカー全社の車両を採用している。大半の車両が西日本車体工業製車体である。当初は日野レインボー7M等やメルセデス・ベンツO303、トイレ付きスーパーハイデッカーの「スーパーロイヤル」などがあったが、現在は大型車 (C-I,C-II,SD-I) と中型車 (C-I) のみ。リフト付き観光バスを1台所有している。自社発注車は三菱ふそう、日産ディーゼル製のみで1999年に導入して以来中断していたが、2004年以降新車導入を再開しており経年車を順次置き換えている。2004年は三菱ふそう製と日産ディーゼル製のSD-Iを5台ずつ、2005年は三菱ふそう製のSD-Iが5台、日産ディーゼル製の中型サロンC-Iが2台、2007年は日産ディーゼル製のSD-Iが5台導入された。なお、置き換えた車両については西鉄本体への移籍が発生している。
西鉄観光バス発足当初の車体塗装は西鉄時代の1979年から採用された「ルーセントカラー」と呼ばれる白地に黒・赤・金色の帯の塗装であったが、2004年から導入された新車は「幸せの青い鳥」をモチーフとし、「九州の豊かな自然」をイメージした白地に青・緑・黄・赤の4色塗装に変更され、それ以前の車両についても車両リニューアルと同時に塗り替えが進められている。このカラーは車両側面前部の社名が「にしてつかんこう」と平仮名表記され、後側が英語表記されるのが特徴で、社名の下には「Welcome to Kyushu!!」の文字が入る。
九州観光バスが保有していた車両については、塗装は変更せず社名表記のみの変更とされているが、順次変更される予定。同社から継承した車両の中には日野自動車製の純正車体のバスも存在する。北九州支社に従来からあった白地に金色・橙色・茶色帯の通称「北観カラー」は廃止され、ルーセントカラーに変更が終了している。
なお、車両前面の社名表記は「NKB（会社のロゴマーク）」→「にしてつかんこう」→「西鉄観光」と変化している。西鉄時代には「西鉄観光」・「西鉄」・「にしてつ」などのバリエーションがあった。グループ会社の場合は「二日市交通」や「西鉄バス大牟田」・「九州観光」などの通常表記のほかに「京築バス」などの独自表記も存在した。
また、九州観光バス・西鉄北九州観光では車両に車両番号が付けられていなかったが、西鉄観光バスへの継承にあたり車両番号が付けられた。
西鉄観光バス設立以前にはネオプラン・スカイライナーやバンホール・アストロメガも保有していたことがある。

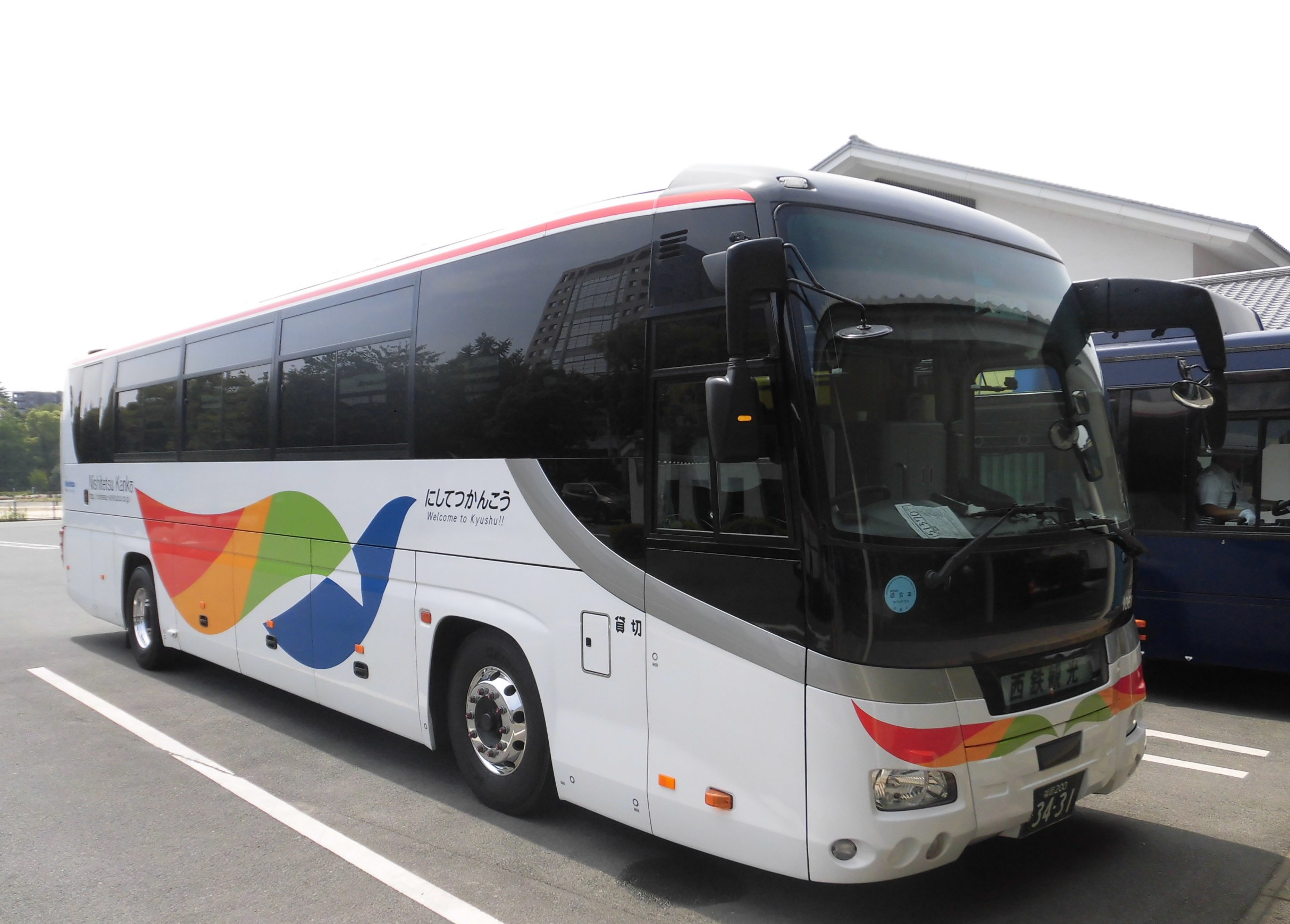
現在の貸切車の主力となっているいすゞ・ガーラ
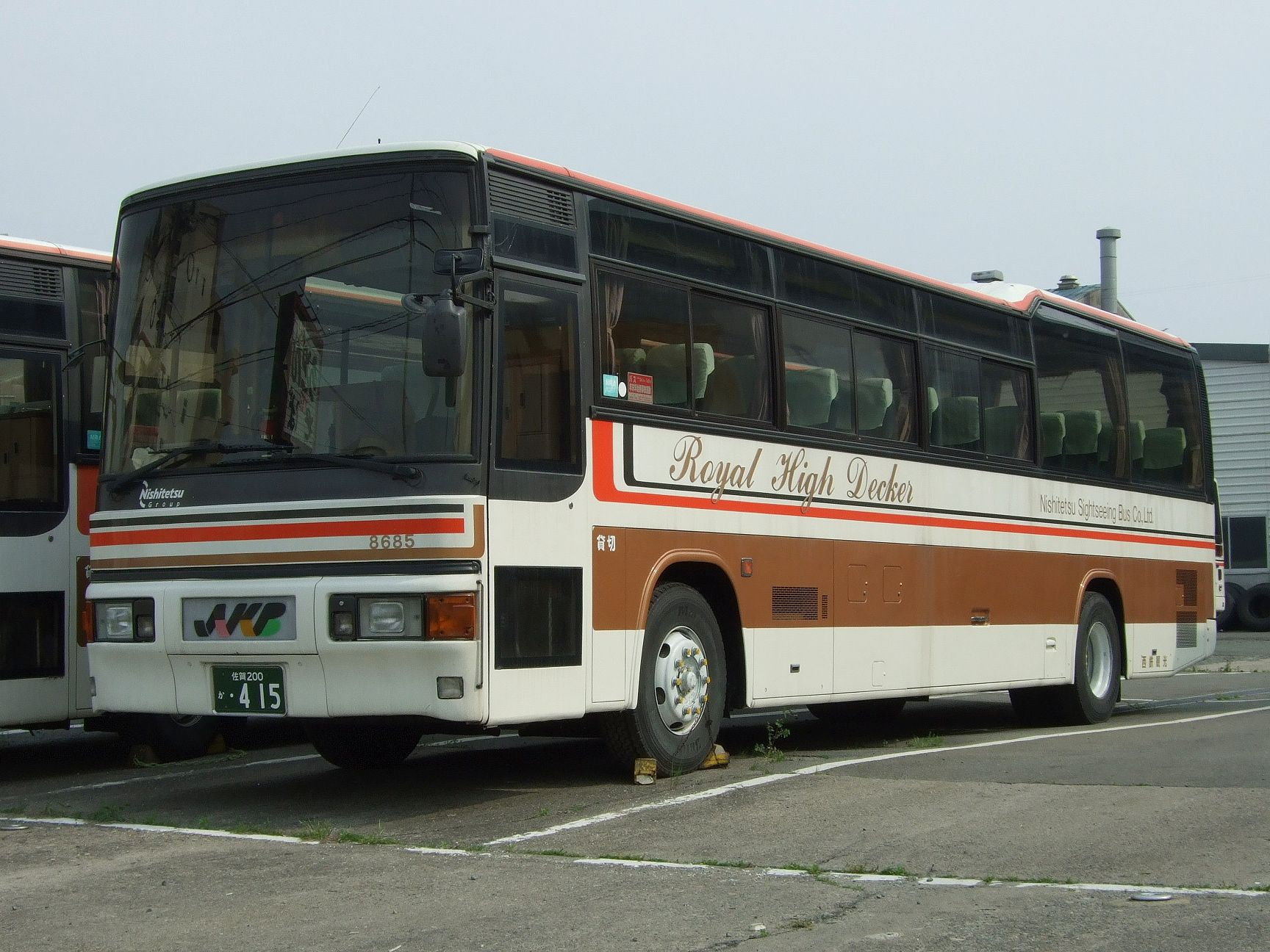
2004年以前に採用されていた塗装（通称「ルーセントカラー」）
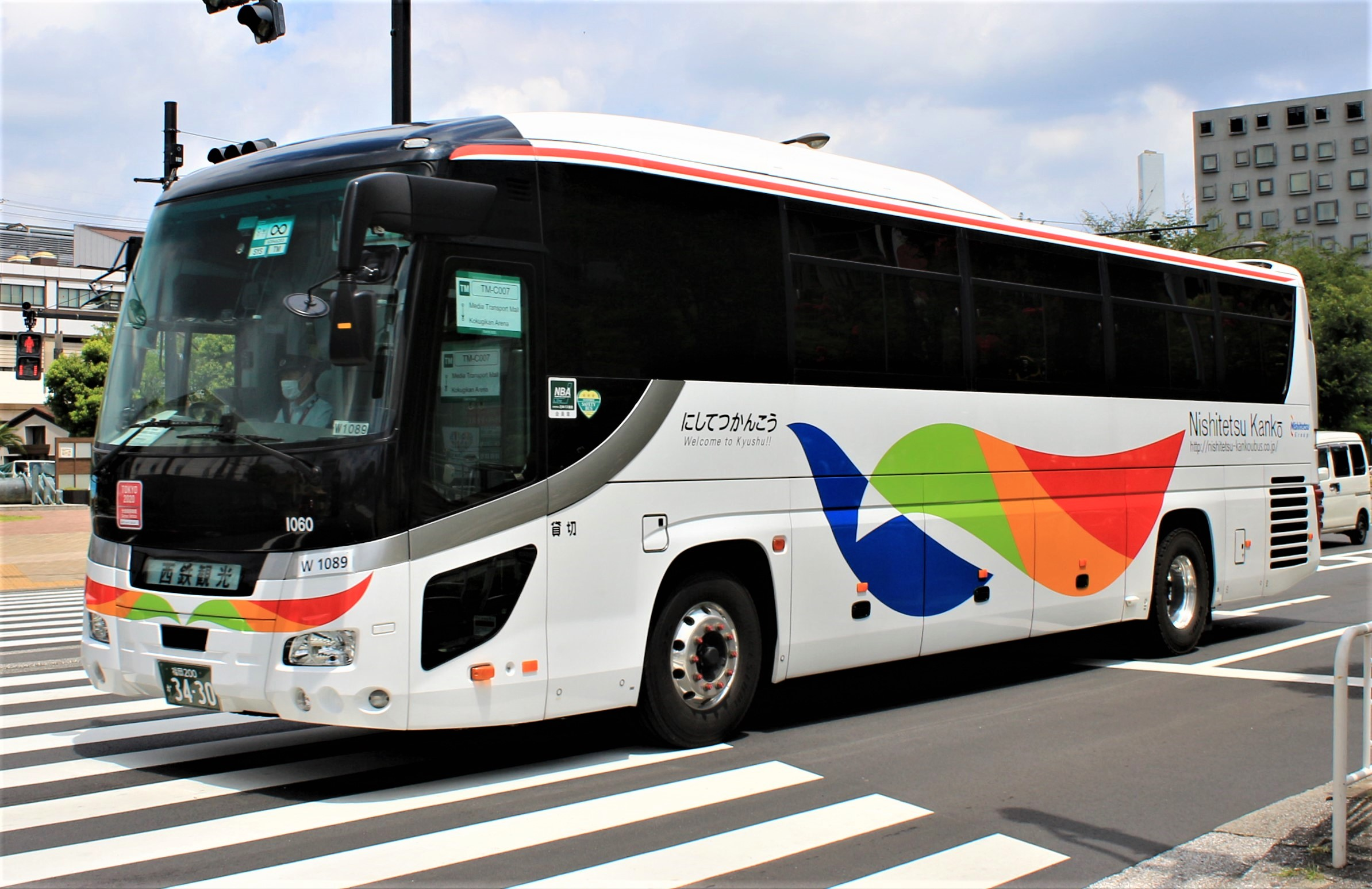
2020年東京オリンピックの大会関係者輸送に就いた貸切車両
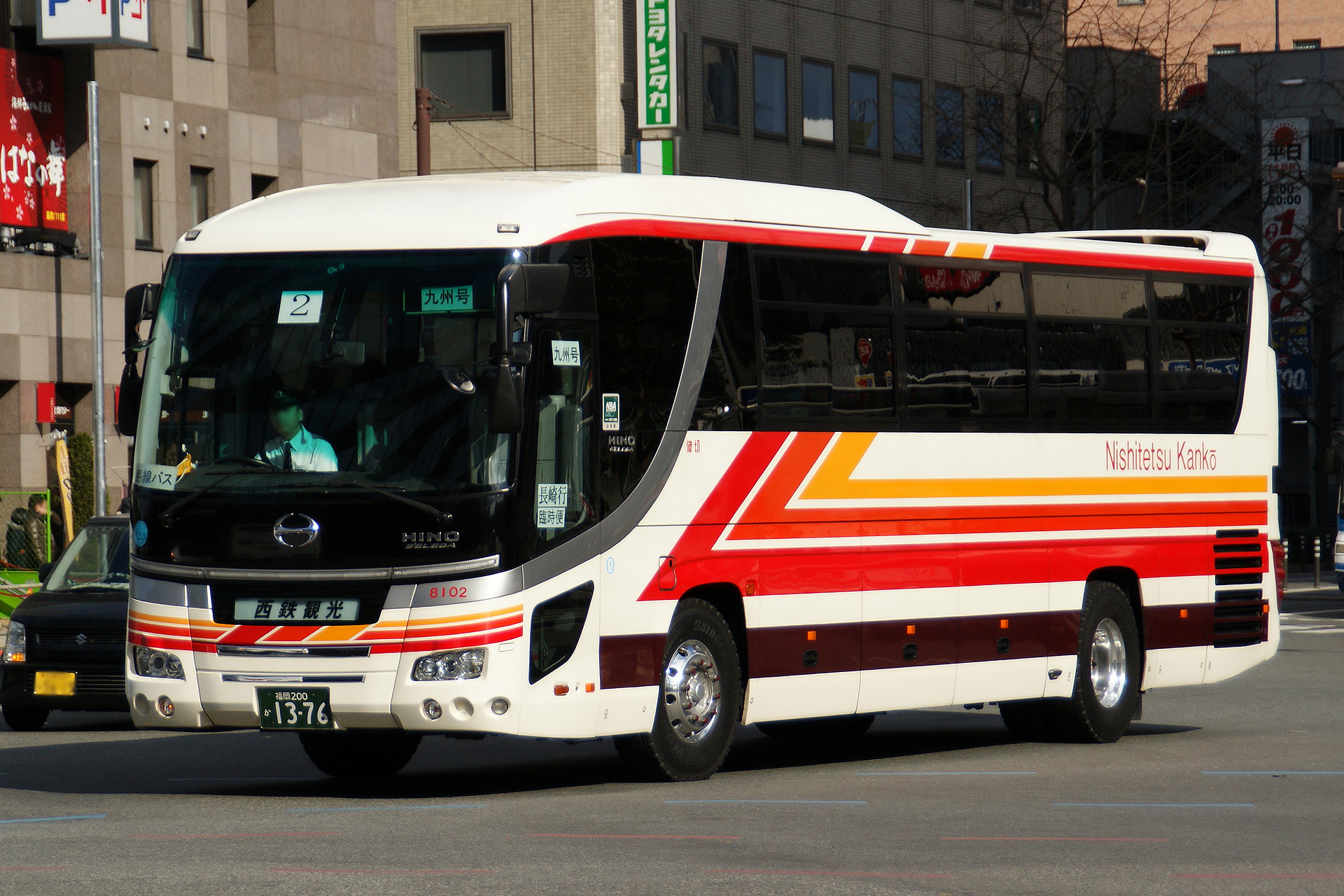
社番8102/福岡200か 1376（日野ADG-RU1ESAA） 2006年に九州観光バスが新車で導入した車両で九州観光バスの塗装のまま西鉄観光バスに承継された（のちに塗り替え）
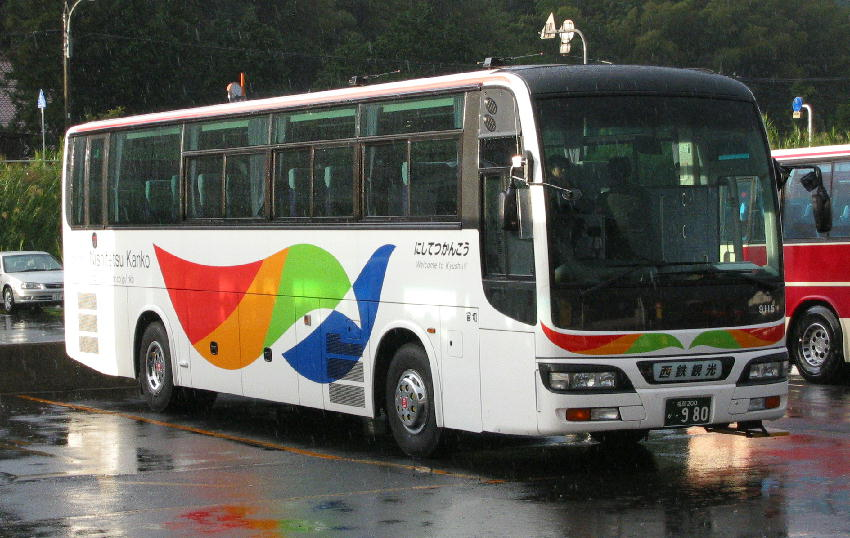
スーパーデッカー 社番9115/福岡200か 980（日産ディーゼルKL-RA552RBN）
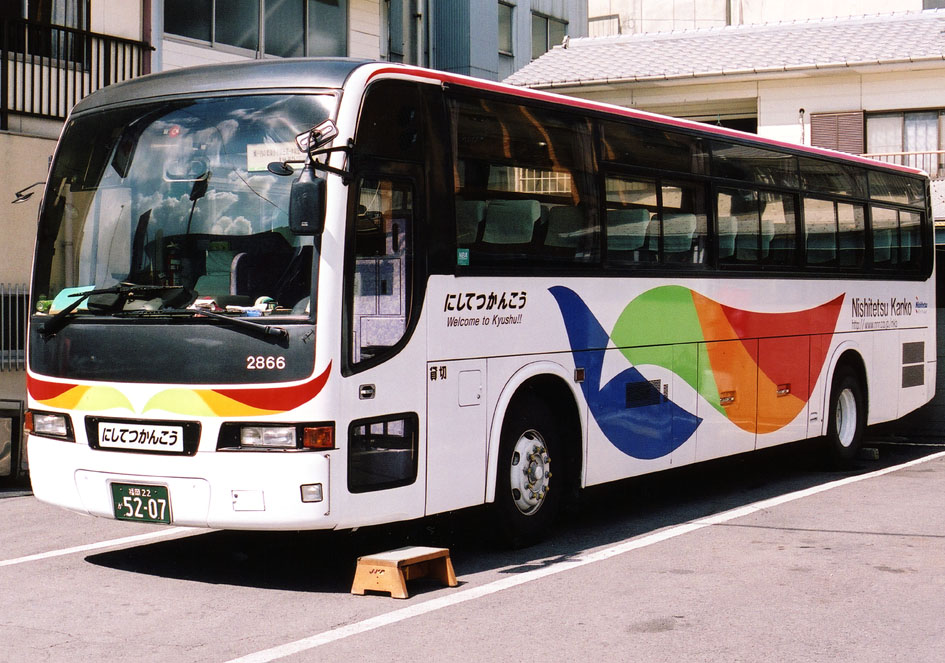
スケルトン55 社番2866/福岡22か 5207（いすゞU-LV771R）
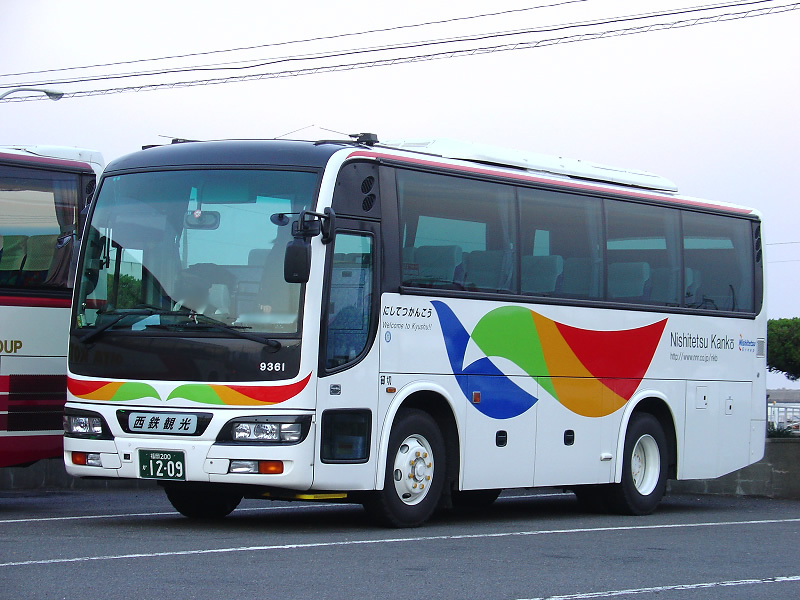
中型サロン 社番9361/福岡200か 1209（日産ディーゼルKL-RP252FBN）
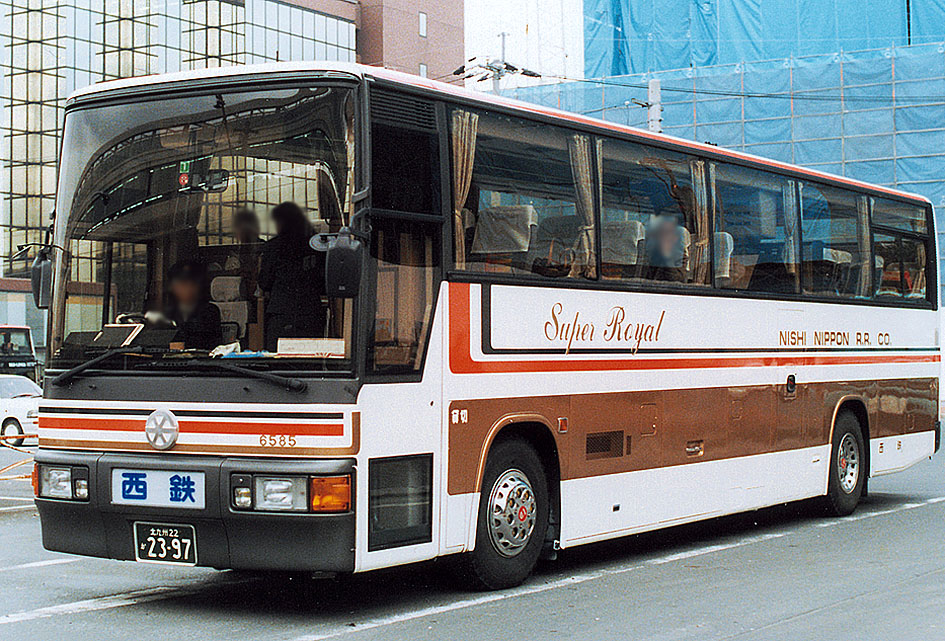
スーパーロイヤル 社番6585/北九州22か 2397（日産ディーゼルU-RA520TBN） 写真は西鉄観光バス移管前のもの
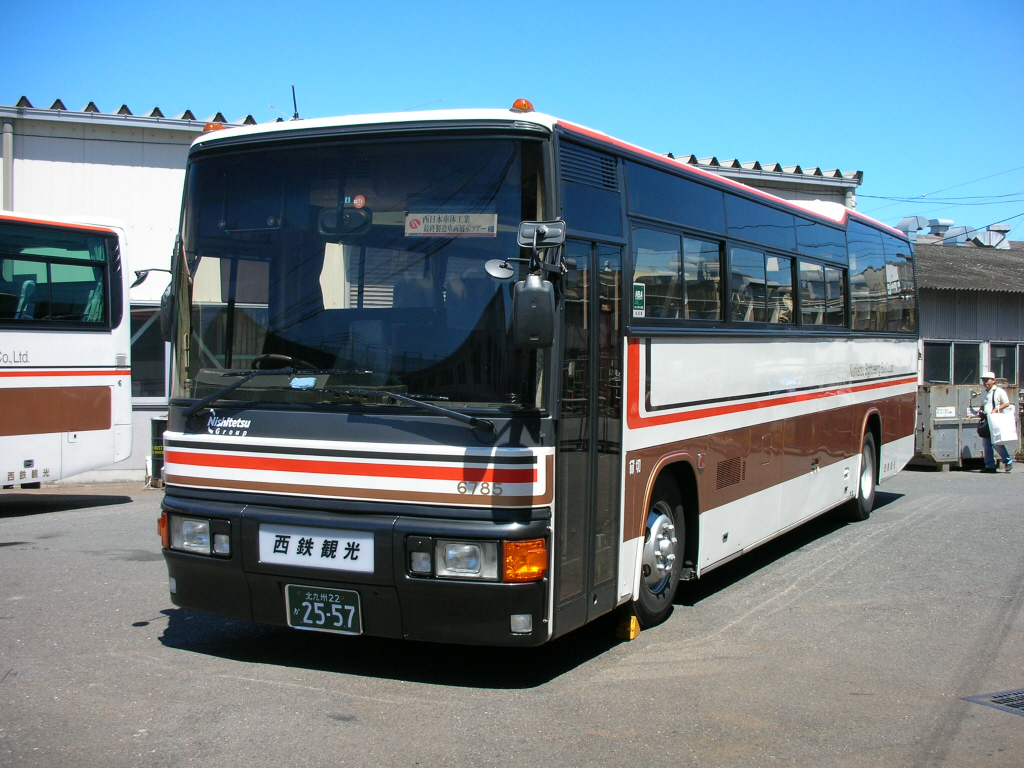
ロイヤルハイデッカー 社番6785/北九州22か 2557（日産ディーゼルU-RA520TBN） 北九州観光バスが新車で導入した車両
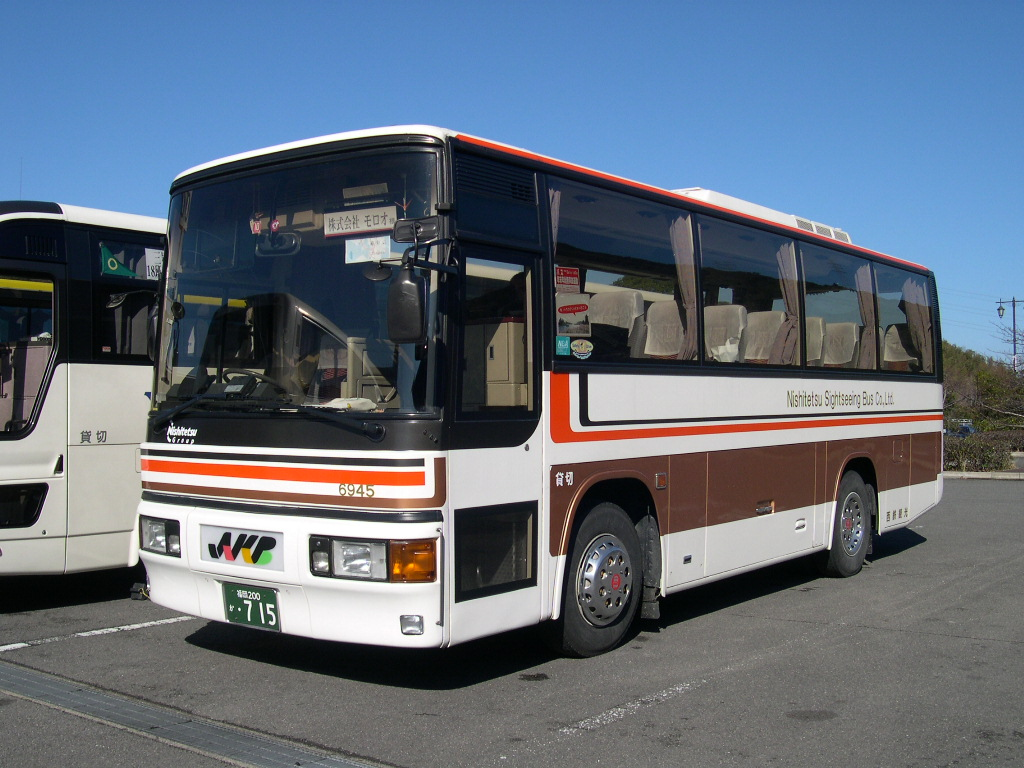
中型車 社番6945/福岡200か 715（日産ディーゼルU-RP210FBN）
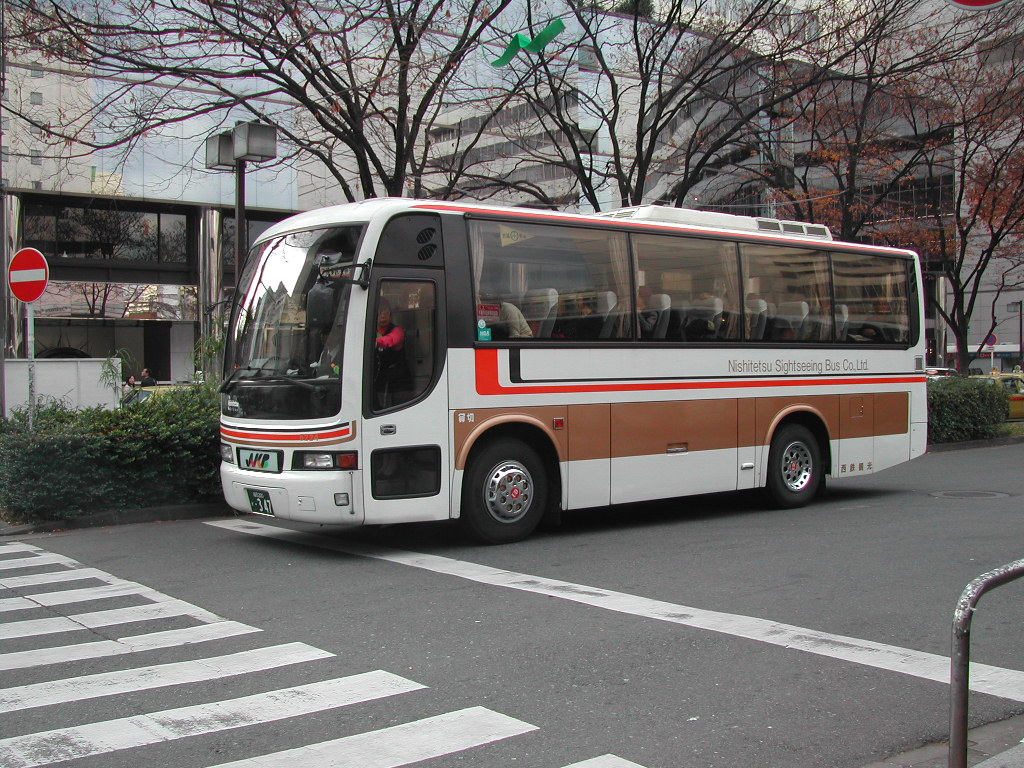
中型車 社番5224/福岡200か 347（日産ディーゼルKC-RP250FBN）
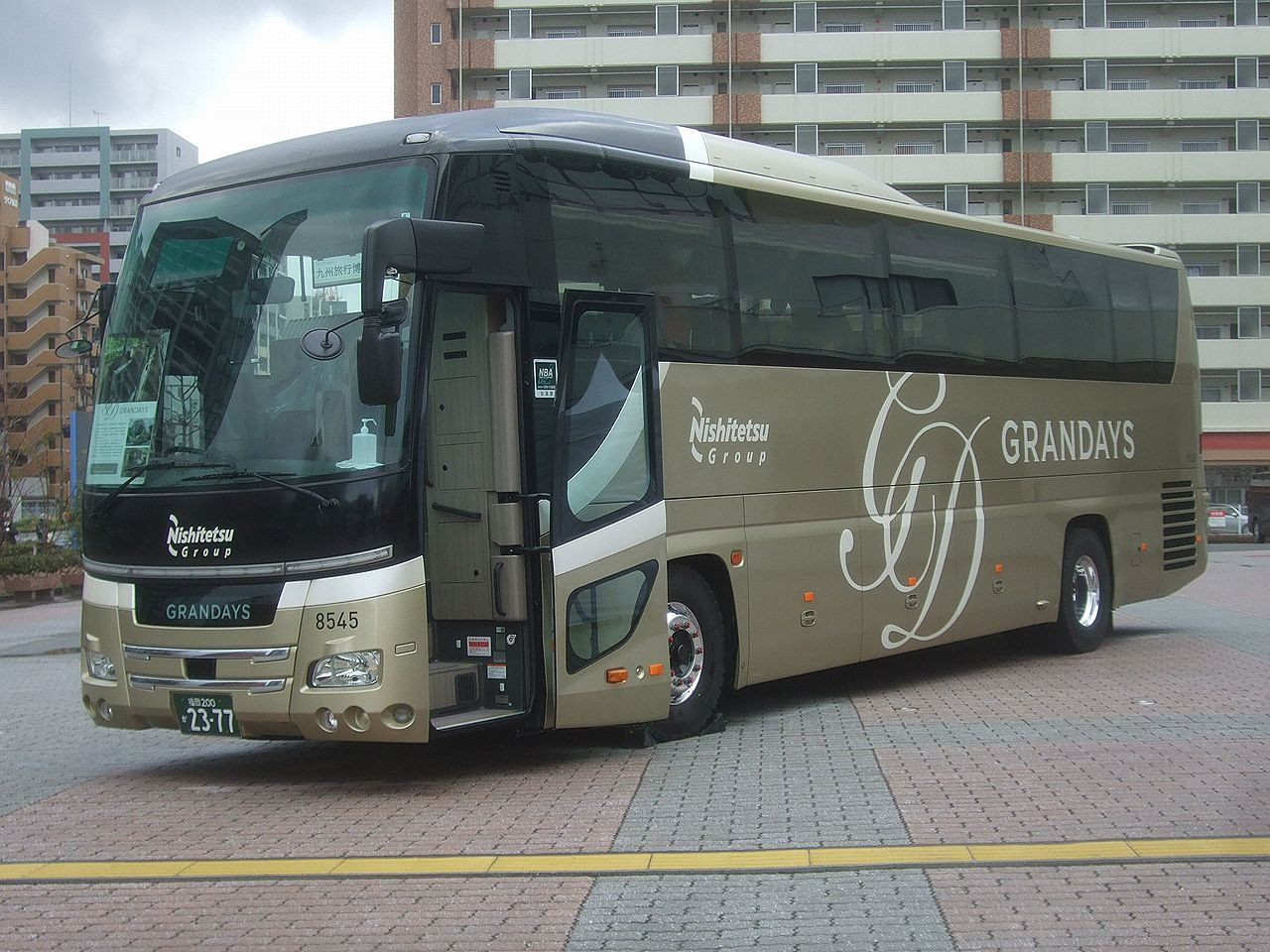
豪華貸切バス「GRANDAYS」 社番8545/福岡200か 2377（日野 LKG-RU1ESBA）

## 貸切バス以外のバス事業

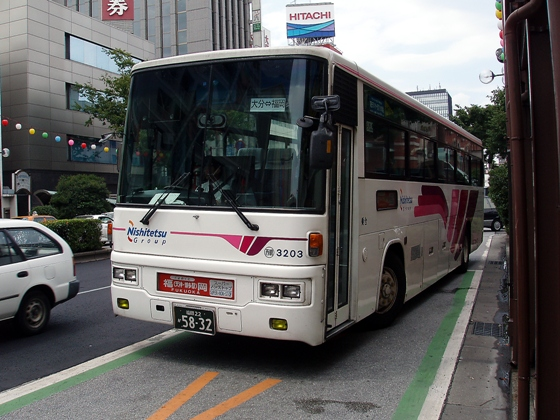
一時期当社が担当していた高速バス（とよのくに号）

福岡市内定期観光バス（2010年11月30日をもって廃止）
2種類のコースがあった。
- 福岡市内名所を回るコース
  - （櫛田神社・都市高速・PayPayドーム（車窓）・福岡市博物館・大濠公園（車窓）・平和台球場跡（車窓）・天神の街並み（車窓））

- 太宰府天満宮を回るコース
  - （都市高速・水城跡（車窓）・観世音寺・太宰府天満宮（参拝と梅ヶ枝餅の接待、宝物殿・菅公歴史館の見学）・観光会館はかた（現、博多はねや総本家。買物）・福岡空港国内線（希望者のみ下車可能））

- それぞれ午前、午後に運行していた。西鉄天神高速バスターミナル、または博多バスターミナルを午前中の便を利用すると、1日２コースを乗り継ぐことが可能だった。（いずれも食事は付いていない）
- 予約申し込みは西鉄高速バス予約センターで申し込みが出来た。ただし、他の九州島内、本州行き座席予約制の高速バスと違い、廃止になるまでは電話のみの受付だった。（高速バスと同じコンピューターで受付。座席の希望は聞いてくれた）

繁忙期
宮崎行きフェニックス号・鹿児島行き桜島号・湯布院行きゆふいん号を西日本鉄道が西鉄観光バスを貸し切る形で続行便として運行される。
ちなみに長崎行九州号は、九州急行バスが普段運行しているが、繁盛期は当社と西鉄バス久留米並びに長崎県交通局が臨時便として運行している（以前は西鉄バス二日市も担当していた）。
特定輸送
古賀市の健康福祉施設である「クロスパルこが」の会員送迎輸送を受託し、西鉄から譲渡を受けたB型中型路線車1台を専用塗装に変更し運行していたが、2006年4月からは受託先が西鉄バス宗像古賀車庫（現新宮支社）に変更され消滅。車両も移管された。
かつてはこれ以外にも高速バス事業として2005年6月より西鉄高速バスに管理委託されていた福岡 - 大分線「とよのくに号」の一部の便が西鉄観光バスに移管され、残り分を当社の管理委託として運行していたが、2010年10月頃より直営便・委託便ともに西鉄高速バスへ再移管により高速バス事業からは撤退した。運行していた頃においては、当初三菱のS型トイレ付き車両が5台譲渡され、2006年1月にはスーパーノンストップ「とよのくに」の譲渡分を除いた全便の管理委託の受託に伴い、三菱、日野のS型トイレ付き車両が転入していた。譲渡車・委託車ともに車体の記号は○西観だった。譲渡車との区別は、譲渡車には「Nishitetsu」のCIロゴに「Group」ロゴが付いているが委託車には「Group」ロゴがなかった。